# Claviscala richardi
Claviscala richardi is een slakkensoort uit de familie van de Epitoniidae. De wetenschappelijke naam van de soort is voor het eerst geldig gepubliceerd in 1897 door Dautzenberg & de Boury.